# 43-я отдельная артиллерийская бригада
43-я отдельная артиллерийская бригада имени гетмана Тараса Трясило (укр. 43-я окрема артилерійська бригада імені гетьмана Тараса Трясила, сокр. 43 ОАБр, в/ч А3085, пп В2050) — воинское формирование артиллерийских войск Вооружённых сил Украины. Подчиняется непосредственно командованию Сухопутных войск.

## История
Бригада создана в конце 2014 года на базе 5-го дивизиона 26-й отдельной артиллерийской бригады, была вооружена незадолго до того снятыми с вооружения артиллерийскими установками 2С7 «Пион». 5-й дивизион был переименован в 191-й пушечный самоходный артиллерийский дивизион уже в составе 43-й бригады. 5 мая 2015 года в палаточном городке вблизи пгт Девички был подписан первый письменный приказ командира части.
В октябре 2017 года заместитель полковника командира 44-й отдельной артиллерийской бригады Олег Михайлович Дорохов, был назначен командиром артиллерийской бригады.

### Война на востоке Украины
По состоянию на 1 марта 2020 г. бригада в ходе боевых действий на востоке Украины потеряла погибшими 4 человека.
После начала полномасштабного вторжения бригада принимала участие в битве за Киев. С октября 2023 года принимает участие в боях под Авдеевкой.
43-я отдельная артиллерийская бригада участвовала в боях за Бахмут в 2023 году.
Бригада участвовала в боях за Покровск в 2024 году.

## Вооружение
Имеет на вооружении все имеющиеся у Украины самоходные пушки 2С7 «Пион», включая захваченные у России (всего около 75 шт.). В 2022—2023 году бригада получила на вооружение немецкие гаубицы PzH 2000 от Германии, Нидерландов и Италии.

## Структура
- штаб
- 191-й пушечный самоходный артиллерийский дивизион (2С7 «Пион»)
- 209-й отдельный противотанковый артиллерийский дивизион (пп В1660)
- 45-й отдельный мотопехотный батальон

## Командование
- полковник Добрынин Евгений Викторович (2015—2017)[9]
- полковник Дорохов Олег Михайлович      (2017-2020)[10]

## Потери
Во время вооружённого конфликта на востоке Украины погибло трое военнослужащих части.